# United States Second Fleet
United States Second Fleet – druga flota Stanów Zjednoczonych, związek operacyjny amerykańskiej marynarki wojennej, operujący na obszarze Oceanu Atlantyckiego, pełniący rolę związku uderzeniowego Sojuszu Północnoatlantyckiego (NATO), odpowiedzialna za operacje przeciwpodwodne na Atlantyku, prowadząca także operacje  w rejonie Karaibów oraz Ameryki Środkowej. Większość okrętów II Floty regularnie rotuje z okrętami amerykańskiej VI Floty na obszarze Morza Śródziemnego oraz V Floty w Zatoce Perskiej. Dowództwo II Floty znajduje się w bazie Norfolk na wschodnim wybrzeżu Stanów Zjednoczonych, zaś okrętem flagowym floty jest USS Mount Whitney.
II Flota została utworzona w 1947 roku jako Second Task Fleet celem prowadzenia operacji na obszarze północnego Atlantyku, obecną zaś nazwę nosi od 1950 roku. Operacyjnie podlega dowództwu komponentu morskiego United States Fleet Forces Command, dawniej Flocie Atlantyku.